# Psophodes
Psophodes är ett fågelsläkte i familjen snärtfåglar inom ordningen tättingar. Släktet omfattar fyra arter som enbart förekommer i Australien:
- Svarttofsad snärtfågel (P. olivaceus)
- Västlig snärtfågel (P. nigrogularis)
- Västlig kilnäbb (P. occidentalis)
- Eyrekilnäbb (P. cristatus)